# تام دلوین
تام دلوین (انگلیسی: Tom Devlin؛ زادهٔ ۱۰ آوریل ۱۹۰۳) بازیکن فوتبال اهل بریتانیا است.
از باشگاه‌هایی که در آن بازی کرده‌است می‌توان به باشگاه فوتبال بیرمنگام سیتی، باشگاه فوتبال والسال، باشگاه فوتبال اولدهام اتلتیک، باشگاه فوتبال پرستون نورث اند، باشگاه فوتبال لیورپول، باشگاه فوتبال سوئیندون تاون، باشگاه فوتبال آبردین، باشگاه فوتبال زوریخ، و باشگاه فوتبال فلیتوود اشاره کرد.